# Nephthea nigra
Nephthea nigra is een zachte koraalsoort uit de familie Nephtheidae. De koraalsoort komt uit het geslacht Nephthea. Nephthea nigra werd in 1895 voor het eerst wetenschappelijk beschreven door Kükenthal. 